# (10034) Birlan
(10034) Birlan es un asteroide perteneciente al cinturón de asteroides descubierto por Edward L. G. Bowell el 30 de diciembre de 1981 desde la Estación Anderson Mesa, en Flagstaff, Estados Unidos.

## Designación y nombre
Birlan recibió inicialmente la designación de 1981 YG.
Posteriormente, en 2001, se nombró en honor del astrónomo rumano Mirel Birlan.

## Características orbitales
Birlan está situado a una distancia media de 2,582 ua del Sol, pudiendo alejarse hasta 2,924 ua y acercarse hasta 2,24 ua. Su inclinación orbital es 14,8 grados y la excentricidad 0,1326. Emplea en completar una órbita alrededor del Sol 1515 días. El movimiento de Birlan sobre el fondo estelar es de 0,2376 grados por día.

## Características físicas
La magnitud absoluta de Birlan es 13,4.